# جون ميدينا
جون ميدينا (بالإنجليزية: John Medina)‏ هو عالم أحياء جزيئية أمريكي، ولد في 19 يناير 1956.